# Solomon Jones
Pour les articles homonymes, voir Jones.
Solomon Jones III (né le 16 juillet 1984 à Eustis, Floride) est un basketteur américain évoluant aux postes d'ailier fort et de pivot.

## Biographie
Solomon est un joueur à rôle réduit ayant participé à plus de 270 matchs en NBA pour quatre clubs différents avant de poursuivre sa carrière en Chine dans la CBA avec le club des Liaoning Dinosaurs. Le 12 avril 2013, il effectue son retour en NBA après avoir été recruté par les Knicks de New York jusqu'à la fin de la saison pour remplacer Kurt Thomas, coupé de l'effectif deux jours plus tôt. Mais la franchise se sépare de lui après deux matches. La saison suivante, il rejoint Orlando pour ce qui reste sa dernière expérience en NBA. 